# Radiodramma

Studi EIAR 19 marzo 1941 durante un lavoro di prosa da sinistra Corrado Racca, Ria Saba, Tina Mayer, Andreina Pagnani, Wanda Tettoni, Vigilio Gottardi, Franco Becci inginocchiato

Il radiodramma è un testo di tipo teatrale scritto espressamente per la radio.
Di solito il radiodramma è un lavoro relativamente breve, che può essere però anche diviso in parti (tipicamente due o tre, come gli atti teatrali). Non sono radiodrammi, ma piuttosto sceneggiati, i lavori divisi in puntate. Altra caratteristica del radiodramma è da considerarsi, per alcuni, la sua originalità (si parla talvolta, seriosamente, anche di "originale radiofonico"): seguendo tale impostazione, le riduzioni per la radio di opere concepite per un'altra diffusione non sarebbero radiodrammi. In genere, peraltro, simili riduzioni sono definiti sceneggiati.
I primi esperimenti di radiodrammaturgia avvennero in Gran Bretagna; la BBC mise infatti in onda il primo radiodramma, Danger di Richard Hughes, il 15 gennaio 1924. In Francia Maremoto di Pierre Cusy e Gabriel Germinet fu trasmesso il 21 ottobre 1924 e in Germania, il primo ad andare in onda fu "Spuk" di Rolf Gunold nel luglio 1925.
In Italia il primo "adattamento radiofonico" di un'opera teatrale fu trasmesso il 18 gennaio 1927 dalla sede di Milano dell'EIAR: Venerdì 13 di Mario Vugliano. Il primo radiodramma italiano vero e proprio risale invece al 6 ottobre 1929 ed è L'anello di Teodosio di Luigi Chiarelli.
Dopo gli esordi, negli anni trenta, molti importanti autori si cimentarono con questo genere, tra essi ricordiamo: Samuel Beckett, Friedrich Dürrenmatt, Bertolt Brecht e, in Italia, Massimo Bontempelli, Emilio Cecchi, Filippo Tommaso Marinetti, Ottorino Respighi e Guido Piovene.
Nel secondo dopoguerra, con la trasformazione dell'EIAR in RAI, il radiodramma conobbe una stagione di grande successo, sotto la direzione di Ettore Giannini. Le opere trasmesse dal Programma Nazionale e dal Terzo Programma erano seguite da un pubblico molto numeroso, venivano spesso replicate ed erano oggetto di attente critiche sulle riviste e sui quotidiani. Tra gli autori più importanti del ventennio 1950 - 1970 meritano la citazione: Giovanni Papini, Eduardo De Filippo, Vasco Pratolini, Giuseppe Patroni Griffi, Luigi Silori, Antonio Santoni Rugiu, Italo Alighiero Chiusano, Primo Levi, Paolo Levi, Diego Fabbri. 

I registi più coinvolti furono: Antonio Bandini, Guglielmo Morandi, Luigi Squarzina, Anton Giulio Majano, Enzo Convalli, Eugenio Salussolia, Sandro Bolchi.
Il radiodramma ha conosciuto poi un certo declino, ma negli ultimi anni, grazie alle molteplici possibilità offerte dall'editoria digitale, esso sta vivendo una seconda giovinezza grazie all'enorme diffusione di questo genere in formato audiolibro.